# Gwendolen
Gwendolen var enligt legenden en drottning som regerade på de brittiska öarna under forntiden. Hon beskrivs i Historia Regum Britanniae av Geoffrey of Monmouth. 